# Elimination Chamber (2019)
Elimination Chamber (2019) (znane w Niemczech jako No Escape (2019)) – gala wrestlingu wyprodukowana przez federację WWE dla zawodników z brandów Raw, SmackDown i 205 Live. Odbyła się 17 lutego 2019 w Toyota Center w Houston w stanie Teksas. Emisja była przeprowadzana na żywo za pośrednictwem WWE Network oraz w systemie pay-per-view. Była to dziewiąta gala w chronologii cyklu Elimination Chamber.
Na gali odbyło się siedem walk, w tym jedna podczas pre-show. W walce wieczoru, Daniel Bryan pokonał AJ Stylesa, Jeffa Hardy’ego, Kofiego Kingstona, Randy’ego Ortona i Samoa Joe w Elimination Chamber matchu i obronił WWE Championship. W innych ważnych walkach, Finn Bálor pokonał Bobby’ego Lashleya i Lio Rusha w 2-on-1 Handicap matchu aby wygrać Intercontinental Championship, Ronda Rousey pokonała Ruby Riott broniąc Raw Women’s Championship, w pierwszej walce w karcie głównej The Boss 'n' Hug Connection (Bayley i Sasha Banks) pokonały Carmellę i Naomi, Mandy Rose i Sonyę Deville, Nię Jax i Taminę, The IIconics (Billie Kay i Peyton Royce) oraz The Riott Squad (Liv Morgan i Sarah Logan) w Elimination Chamber matchu zostając inauguracyjnymi WWE Women’s Tag Team Championkami.

## Produkcja
Elimination Chamber oferowało walki profesjonalnego wrestlingu z udziałem wrestlerów należących do brandów Raw i SmackDown. Oskryptowane rywalizacje (storyline’y) kreowane są podczas cotygodniowych gal Raw, SmackDown Live oraz ekskluzywnej dla dywizji cruiserweight 205 Live. Wrestlerzy są przedstawieni jako heele (negatywni, źli zawodnicy i najczęściej wrogowie publiki) i face’owie (pozytywni, dobrzy i najczęściej ulubieńcy publiki), którzy rywalizują pomiędzy sobą w seriach walk mających budować napięcie. Kulminacją rywalizacji jest walka wrestlerska lub ich seria.

### Rywalizacje
24 grudnia 2018 w odcinku Raw, dyrektor generalny WWE Vince McMahon ogłosił, że nowe mistrzostwa WWE Women’s Tag Team Championship zostaną wprowadzone w 2019 roku. 14 stycznia 2019 w odcinku Raw, w swoim segmencie „A Moment of Bliss”, Alexa Bliss ujawniła pasy mistrzowskie i ujawniła, że inauguracyjne mistrzynie zostaną wyłonione na Elimination Chamber w walce Tag Team Elimination Chamber match, w którym biorą udział trzy drużyny od Raw i SmackDown, dzięki czemu mistrzostwa nie są wyłączne dla żadnej z brandów. Walki kwalifikacyjne mające na celu wyłonienie trzech drużyn z Raw odbyły się 28 stycznia i 4 lutego na odcinkach Raw: drużyny Nia Jax i Tamina, The Riott Squad (reprezentowane przez Liv Morgan i Sarah Logan) oraz The Boss 'n' Hug Connection (Bayley i Sasha Banks) zakwalifikowały się pokonując odpowiednio drużyny Bliss i Mickie James, Natalya i Dana Brooke oraz Alicia Fox i Nikki Cross. Ze względu na mniejszy skład nie odbyły się żadne walki kwalifikacyjne na SmackDown, a zamiast tego drużyny Sonya Deville i Mandy Rose, The IIconics (Billie Kay i Peyton Royce) oraz Naomi i Carmella ogłosiły swój udział. 11 i 12 lutego na odcinkach Raw i SmackDown, odbyły się pojedynki Triple Threat Tag Team pomiędzy trzema odpowiednimi Tag teamami każdego brandu, aby określić, które dwie drużyny rozpoczną Elimination Chamber match. Bayley i Rose zostały przypięte w swoich walkach, dzięki czemu Banks i Bayley oraz Deville i Rose były pierwszymi uczestniczkami walki.
Na Royal Rumble, The Miz i Shane McMahon pokonali The Bar (Cesaro i Sheamus) i wygrali SmackDown Tag Team Championship. Na następnym odcinku SmackDown, The Usos (Jey Uso i Jimmy Uso) pokonali The Bar, The New Day (reprezentowani przez Big E i Kofi Kingston) oraz Heavy Machinery (Otis Dozovic i Tucker Knight) w Fatal 4-Way Tag Team Elimination matchu, aby zdobyć walkę o mistrzostwo na Elimination Chamber.
Na Royal Rumble, Daniel Bryan pokonał AJ Stylesa, aby zachować WWE Championship z pomocą powracającego Rowana. Na następnym odcinku SmackDown, Bryan wraz z Rowan wyrzucili do kosza na śmieci standardowy skórzany pas tytułowy z metalowymi płytkami i wprowadzili nowy niestandardowy pas wykonany z konopi i drewna. Styles następnie skonfrontował się z Bryanem i Rowanem, a następnie z Randym Ortonem, Samoa Joe, Jeffem Hardym i Mustafą Alim. Po późniejszej bójce, dyrektor operacyjny WWE Triple H wyznaczył Bryana do obrony tytułu przed tą piątką w walce Elimination Chamber na pay-per-view. Na odcinku z 12 lutego zorganizowano Gauntlet match między tą szóstką, aby ustalić, kto jako ostatni wejdzie do walki. Jednak z powodu prawowitej kontuzji Ali został wycofany z meczu i zastąpiony przez Kofiego Kingstona z New Day. Orton wygrał walkę, czyniąc go ostatnim uczestnikiem walki.
4 lutego na odcinku Raw, Raw Women’s Champion Ronda Rousey ogłosiła otwarte wyzwanie o tytuł. Drużyna Riott (Ruby Riott, Liv Morgan i Sarah Logan) wyszli, a Morgan przyjęła wyzwanie, ale została pokonana. Zaraz po tym Logan zintensyfikowała się, ale również została pokonana. Riott nie próbowała rzucić wyzwania Rousey i zamiast tego wycofała się ze swoją drużyną. W wywiadzie na backstage’u Riott stwierdziła, że upewnia się, że jej koleżanki z drużyny są w porządku i twierdziła, że w każdej chwili może pokonać Rousey. Później okazało się, że Rousey będzie bronić swojego mistrzostwa przed Riott na Elimination Chamber.
28 stycznia na odcinku Raw, kiedy Finn Bálor opowiadał o swojej porażce z Universal Championem Brockiem Lesnarem na Royal Rumble, przerwali mu Intercontinental Champion Bobby Lashley i jego menedżer Lio Rush. Lashley twierdził, że jest lepszy od Lesnara, a następnie zaatakował Bálora. W następnym tygodniu Bálor miał zmierzyć się z Lashleyem, ale Lashley zmierzył się z Rushem. Lashley stwierdził, że w zależności od występu Bálora, rozważyłby danie mu walki o tytuł, ale zanim walka mogła się rozpocząć, Lashley zaatakował Bálora. Mimo to Bálor pokonał Rusha. Następnie ogłoszono, że Bálor zmierzy się z Lashleyem i Rushem w Handicap matchu na Elimination Chamber z Intercontinental Championship Lashleya na szali.
W drugiej połowie 2018 r. Baron Corbin pełnił funkcję p.o. generalnego menadżera Raw. W tym czasie Braun Strowman odbierający koniec jego władzy, w tym Corbin kosztował Strowmana walkę o Universal Championship na Crown Jewel. Na TLC Strowman pokonał Corbina w walce Tables, Ladders and Chairs, pozbawiając w ten sposób Corbina jego autorytatywnej władzy i zdobywając walkę o mistrzostwo Universal przeciwko Lesnarowi na Royal Rumble. 14 stycznia na odcinku Raw, Corbin skonfrontował się ze Strowmanem i obraził go, co doprowadziło do pościgu na parking, gdzie Corbin ukrył się w limuzynie. Strowman rozbił szybę i wyłamał drzwi, ale pojawił się właściciel WWE Vince McMahon, ujawniając, że to jego limuzyna. Mr. McMahon następnie ukarał Strowmana grzywną w wysokości 100 000 $. Strowman następnie pokłócił się z Mr. McMahonem, który odwołał jego walkę z Lesnarem. Wściekły Strowman przewrócił limuzynę. Później tego wieczoru John Cena, Drew McIntyre, Corbin i Finn Bálor wyrazili zainteresowanie zmierzeniem z Lesnarem podczas Royal Rumble. Mr. McMahon ustalił Fatal 4-Way match, w którym zwycięzca zmierzy się z Lesnarem, który Bálor wygrał po obronie swojego miejsca wcześniej w nocy z Jinderem Mahalem. Z tego powodu Bálor został usunięty z Royal Rumble matchu. Strowman i Corbin nadal atakowali się nawzajem przez następne kilka tygodni, a walka bez dyskwalifikacji pomiędzy nimi została zaplanowana na Elimination Chamber.
W Royal Rumble Kickoff, Buddy Murphy pokonał Kalisto, Akirę Tozawę i Hideo Itami w Fatal 4-Way matchu, aby obronić WWE Cruiserweight Championship. 5 lutego 2019 na odcinku 205 Live, Tozawa pokonał Cedrica Alexandra, Lio Rusha i Humberto Carrillo w Fatal 4-Way Elimination matchu, aby zdobyć kolejną walkę o mistrzostwo z Murphym na Elimination Chamber Kickoff.

## Wyniki walk
| Nr                                                                   | Wyniki | Stypulacje                                                    | Czas  |
| -------------------------------------------------------------------- | --- | ------------------------------------------------------------- | ----- |
| 1P                                                                   | Buddy Murphy (c) pokonał Akirę Tozawę | Singles match o WWE Cruiserweight Championship                | 13:25 |
| 2                                                                    | The Boss 'n' Hug Connection (Bayley i Sasha Banks) pokonały Carmellę i Naomi, Mandy Rose i Sonyę Deville, Nię Jax i Taminę, The IIconics (Billie Kay i Peyton Royce) oraz The Riott Squad (Liv Morgan i Sarah Logan) | Elimination Chamber match o WWE Women’s Tag Team Championship | 33:00 |
| 3                                                                    | The Usos (Jey Uso i Jimmy Uso) pokonali The Miza i Shane’a McMahona (c) | Tag Team match o WWE SmackDown Tag Team Championship          | 14:10 |
| 4                                                                    | Finn Bálor pokonał Bobby’ego Lashleya (c) i Lio Rusha | 2-on-1 Handicap match o WWE Intercontinental Championship     | 9:30  |
| 5                                                                    | Ronda Rousey (c) pokonała Ruby Riott poprzez submission | Singles match o WWE Raw Women’s Championship                  | 1:40  |
| 6                                                                    | Baron Corbin pokonał Brauna Strowmana | No Disqualification match                                     | 10:50 |
| 7                                                                    | Daniel Bryan (c) pokonał AJ Stylesa, Jeffa Hardy’ego, Kofiego Kingstona, Randy’ego Ortona i Samoa Joe | Elimination Chamber match o WWE Championship                  | 36:40 |
| (c) – mistrz/mistrzyni przed walkąP – walka miała miejsce w pre-show | |                                                               |       |

### Żeński Tag Team Elimination Chamber match
| Nr. eliminacji | Drużyna                                            | Nr. wejściowy | Wyeliminowane przez                              | Metoda eliminacji                                                 | Czas  |
| -------------- | -------------------------------------------------- | ------------- | ------------------------------------------------ | ----------------------------------------------------------------- | ----- |
| 1              | Carmella i Naomi                                   | 5             | The IIconics                                     | Przypięły Naomi ruchem roll-up                                    | 17:10 |
| 2              | The IIconics (Billie Kay i Peyton Royce)           | 4             | Nię Jax i Taminę                                 | Przypięły obie na raz po wykonaniu Double Samoan Drop             | 20:15 |
| 3              | The Riott Squad (Liv Morgan i Sarah Logan)         | 3             | Nię Jax i Taminę                                 | Tamina przypięła obie na raz po wykonaniu Superfly Splash         | 25:05 |
| 4              | Nia Jax i Tamina                                   | 6             | The Boss 'n' Hug Connection oraz Fire and Desire | Przypięły Taminę po wykonaniu Diving elbow drop przez Bayley      | 27:05 |
| 5              | Fire and Desire (Mandy Rose i Sonya Deville)       | 1             | The Boss 'n' Hug Connection                      | Deville odklepała po założeniu dźwigni Bank Statement przez Banks | 33:00 |
| Zwyciężczynie  | The Boss 'n' Hug Connection (Bayley i Sasha Banks) | 2             | —                                                | —                                                                 | 33:00 |

### Męski Elimination Chamber match
| Nr. eliminacji | Wrestler         | Nr. wejściowy | Wyeliminowany przez | Metoda eliminacji                           | Czas  |
| -------------- | ---------------- | ------------- | ------------------- | ------------------------------------------- | ----- |
| 1              | Samoa Joe        | 1             | AJ Stylesa          | Przypięty po otrzymaniu Phenomenal Forearm  | 14:35 |
| 2              | Jeff Hardy       | 5             | Daniela Bryana      | Przypięty po otrzymaniu Running Knee        | 18:00 |
| 3              | AJ Styles        | 4             | Randy’ego Ortona    | Przypięty po otrzymaniu RKO                 | 22:25 |
| 4              | Randy Orton      | 6             | Kofiego Kingstona   | Przypięty po otrzymaniu Trouble in Paradise | 24:05 |
| 5              | Kofi Kingston    | 3             | Daniela Bryana      | Przypięty po otrzymaniu Running Knee        | 36:40 |
| Zwycięzca      | Daniel Bryan (c) | 2             | —                   | —                                           | 36:40 |